# Liste des planètes mineures (688001-689000)
Voici la liste des planètes mineures numérotées de 688001 à 689000. Les planètes mineures sont numérotées lorsque leur orbite est confirmée, ce qui peut parfois se produire longtemps après leur découverte. Elles sont classées ici par leur numéro.

## Planètes mineures 688001 à 689000
- (688001) 2012 EK24
- (688002) 2012 EO24
- (688003) 2012 EC25
- (688004) 2012 EM25
- (688005) 2012 EN25
- (688006) 2012 ES26
- (688007) 2012 EQ29
- (688008) 2012 EB31
- (688009) 2012 EC31
- (688010) 2012 EE31
- (688011) 2012 EX31
- (688012) 2012 EE34
- (688013) 2012 FE3
- (688014) 2012 FH3
- (688015) 2012 FE7
- (688016) 2012 FN7
- (688017) 2012 FV7
- (688018) 2012 FD9
- (688019) 2012 FK9
- (688020) 2012 FM9
- (688021) 2012 FN11
- (688022) 2012 FJ12
- (688023) 2012 FD17
- (688024) 2012 FL18
- (688025) 2012 FQ19
- (688026) 2012 FR22
- (688027) 2012 FF23
- (688028) 2012 FA24
- (688029) 2012 FV24
- (688030) 2012 FA26
- (688031) 2012 FN27
- (688032) 2012 FM28
- (688033) 2012 FJ29
- (688034) 2012 FR29
- (688035) 2012 FU32
- (688036) 2012 FH35
- (688037) 2012 FS39
- (688038) 2012 FK45
- (688039) 2012 FT48
- (688040) 2012 FC51
- (688041) 2012 FN54
- (688042) 2012 FO55
- (688043) 2012 FO57
- (688044) 2012 FS64
- (688045) 2012 FD66
- (688046) 2012 FA79
- (688047) 2012 FG79
- (688048) 2012 FO79
- (688049) 2012 FC85
- (688050) 2012 FH86
- (688051) 2012 FX86
- (688052) 2012 FN87
- (688053) 2012 FR87
- (688054) 2012 FU89
- (688055) 2012 FY89
- (688056) 2012 FV90
- (688057) 2012 FW90
- (688058) 2012 FG96
- (688059) 2012 FT96
- (688060) 2012 FM98
- (688061) 2012 FL100
- (688062) 2012 FP101
- (688063) 2012 FC105
- (688064) 2012 FG108
- (688065) 2012 FB111
- (688066) 2012 FY111
- (688067) 2012 GX1
- (688068) 2012 GQ2
- (688069) 2012 GR5
- (688070) 2012 GQ9
- (688071) 2012 GV10
- (688072) 2012 GT19
- (688073) 2012 GP23
- (688074) 2012 GW25
- (688075) 2012 GM26
- (688076) 2012 GM27
- (688077) 2012 GZ34
- (688078) 2012 GO46
- (688079) 2012 GS46
- (688080) 2012 GL48
- (688081) 2012 GO48
- (688082) 2012 GS48
- (688083) 2012 GU48
- (688084) 2012 GM51
- (688085) 2012 GO52
- (688086) 2012 HU10
- (688087) 2012 HV14
- (688088) 2012 HW16
- (688089) 2012 HE18
- (688090) 2012 HG18
- (688091) 2012 HS18
- (688092) 2012 HA20
- (688093) 2012 HZ22
- (688094) 2012 HD26
- (688095) 2012 HR29
- (688096) 2012 HF33
- (688097) 2012 HE37
- (688098) 2012 HS46
- (688099) 2012 HZ51
- (688100) 2012 HZ64
- (688101) 2012 HX76
- (688102) 2012 HZ83
- (688103) 2012 HT86
- (688104) 2012 HU86
- (688105) 2012 HQ88
- (688106) 2012 HB89
- (688107) 2012 HZ89
- (688108) 2012 HB95
- (688109) 2012 HT97
- (688110) 2012 HJ100
- (688111) 2012 HJ103
- (688112) 2012 HK103
- (688113) 2012 HA104
- (688114) 2012 HF107
- (688115) 2012 HX107
- (688116) 2012 HR108
- (688117) 2012 HZ109
- (688118) 2012 HN113
- (688119) 2012 JL3
- (688120) 2012 JC10
- (688121) 2012 JE10
- (688122) 2012 JK12
- (688123) 2012 JC14
- (688124) 2012 JP16
- (688125) 2012 JQ17
- (688126) 2012 JS17
- (688127) 2012 JX22
- (688128) 2012 JM27
- (688129) 2012 JX29
- (688130) 2012 JC37
- (688131) 2012 JP37
- (688132) 2012 JH38
- (688133) 2012 JU39
- (688134) 2012 JF48
- (688135) 2012 JZ50
- (688136) 2012 JP54
- (688137) 2012 JN55
- (688138) 2012 JU63
- (688139) 2012 JZ64
- (688140) 2012 JO67
- (688141) 2012 JQ68
- (688142) 2012 JX68
- (688143) 2012 JM71
- (688144) 2012 JZ72
- (688145) 2012 KE2
- (688146) 2012 KK3
- (688147) 2012 KU4
- (688148) 2012 KJ5
- (688149) 2012 KT9
- (688150) 2012 KP10
- (688151) 2012 KL13
- (688152) 2012 KN14
- (688153) 2012 KF15
- (688154) 2012 KU29
- (688155) 2012 KD31
- (688156) 2012 KQ31
- (688157) 2012 KS38
- (688158) 2012 KW39
- (688159) 2012 KO41
- (688160) 2012 KC43
- (688161) 2012 KO51
- (688162) 2012 KV52
- (688163) 2012 KY52
- (688164) 2012 KW54
- (688165) 2012 KV56
- (688166) 2012 KZ60
- (688167) 2012 KG61
- (688168) 2012 KY61
- (688169) 2012 LH3
- (688170) 2012 LS3
- (688171) 2012 LP9
- (688172) 2012 LX9
- (688173) 2012 LS11
- (688174) 2012 LT13
- (688175) 2012 LO24
- (688176) 2012 LN26
- (688177) 2012 LV27
- (688178) 2012 LO28
- (688179) 2012 LM29
- (688180) 2012 LO29
- (688181) 2012 LZ29
- (688182) 2012 LM31
- (688183) 2012 LY31
- (688184) 2012 MC
- (688185) 2012 MF1
- (688186) 2012 MH1
- (688187) 2012 MK1
- (688188) 2012 MJ2
- (688189) 2012 MS3
- (688190) 2012 MK11
- (688191) 2012 MV11
- (688192) 2012 MC12
- (688193) 2012 MZ13
- (688194) 2012 MC16
- (688195) 2012 MW16
- (688196) 2012 MS17
- (688197) 2012 MP18
- (688198) 2012 MQ18
- (688199) 2012 MR18
- (688200) 2012 MD19
- (688201) 2012 NR
- (688202) 2012 NT
- (688203) 2012 OB2
- (688204) 2012 OQ6
- (688205) 2012 OL7
- (688206) 2012 PT1
- (688207) 2012 PX6
- (688208) 2012 PE7
- (688209) 2012 PG10
- (688210) 2012 PC19
- (688211) 2012 PA21
- (688212) 2012 PY24
- (688213) 2012 PW32
- (688214) 2012 PH36
- (688215) 2012 PV36
- (688216) 2012 PK39
- (688217) 2012 PK40
- (688218) 2012 PW44
- (688219) 2012 PD46
- (688220) 2012 PV46
- (688221) 2012 PH48
- (688222) 2012 PW50
- (688223) 2012 PG54
- (688224) 2012 PJ54
- (688225) 2012 PR58
- (688226) 2012 PQ59
- (688227) 2012 PD60
- (688228) 2012 PA62
- (688229) 2012 QK1
- (688230) 2012 QN6
- (688231) 2012 QU6
- (688232) 2012 QX10
- (688233) 2012 QZ19
- (688234) 2012 QJ20
- (688235) 2012 QO21
- (688236) 2012 QZ22
- (688237) 2012 QU23
- (688238) 2012 QA29
- (688239) 2012 QF37
- (688240) 2012 QD42
- (688241) 2012 QG43
- (688242) 2012 QZ46
- (688243) 2012 QG51
- (688244) 2012 QP51
- (688245) 2012 QD58
- (688246) 2012 QK65
- (688247) 2012 QS66
- (688248) 2012 QY68
- (688249) 2012 QR69
- (688250) 2012 QD73
- (688251) 2012 QH73
- (688252) 2012 RN8
- (688253) 2012 RW10
- (688254) 2012 RS12
- (688255) 2012 RE19
- (688256) 2012 RT26
- (688257) 2012 RZ26
- (688258) 2012 RU31
- (688259) 2012 RQ32
- (688260) 2012 RD34
- (688261) 2012 RQ36
- (688262) 2012 RO37
- (688263) 2012 RP42
- (688264) 2012 RG43
- (688265) 2012 RZ43
- (688266) 2012 RD44
- (688267) 2012 RD46
- (688268) 2012 RL46
- (688269) 2012 RJ48
- (688270) 2012 RU48
- (688271) 2012 RE49
- (688272) 2012 SF8
- (688273) 2012 SO8
- (688274) 2012 SU8
- (688275) 2012 SV10
- (688276) 2012 SX13
- (688277) 2012 SP15
- (688278) 2012 SZ19
- (688279) 2012 SG20
- (688280) 2012 SV21
- (688281) 2012 SN23
- (688282) 2012 SW23
- (688283) 2012 SS25
- (688284) 2012 ST25
- (688285) 2012 SB28
- (688286) 2012 SD33
- (688287) 2012 SV34
- (688288) 2012 SV35
- (688289) 2012 SU39
- (688290) 2012 SF40
- (688291) 2012 SM41
- (688292) 2012 SN48
- (688293) 2012 SV48
- (688294) 2012 SQ52
- (688295) 2012 SF53
- (688296) 2012 SE62
- (688297) 2012 SB64
- (688298) 2012 SD73
- (688299) 2012 SO73
- (688300) 2012 SP75
- (688301) 2012 SB78
- (688302) 2012 SH81
- (688303) 2012 SJ85
- (688304) 2012 SQ86
- (688305) 2012 ST89
- (688306) 2012 SL92
- (688307) 2012 SV92
- (688308) 2012 SF93
- (688309) 2012 SL93
- (688310) 2012 SQ93
- (688311) 2012 SS94
- (688312) 2012 SR96
- (688313) 2012 SJ97
- (688314) 2012 SK97
- (688315) 2012 SP97
- (688316) 2012 TH1
- (688317) 2012 TA10
- (688318) 2012 TD10
- (688319) 2012 TW12
- (688320) 2012 TQ19
- (688321) 2012 TJ20
- (688322) 2012 TY25
- (688323) 2012 TD30
- (688324) 2012 TR32
- (688325) 2012 TQ33
- (688326) 2012 TP40
- (688327) 2012 TS41
- (688328) 2012 TU41
- (688329) 2012 TK42
- (688330) 2012 TJ46
- (688331) 2012 TH48
- (688332) 2012 TM48
- (688333) 2012 TR48
- (688334) 2012 TX50
- (688335) 2012 TN59
- (688336) 2012 TR59
- (688337) 2012 TJ78
- (688338) 2012 TT80
- (688339) 2012 TP83
- (688340) 2012 TF87
- (688341) 2012 TG98
- (688342) 2012 TJ102
- (688343) 2012 TL102
- (688344) 2012 TV104
- (688345) 2012 TL110
- (688346) 2012 TV111
- (688347) 2012 TG112
- (688348) 2012 TB114
- (688349) 2012 TG114
- (688350) 2012 TP121
- (688351) 2012 TG126
- (688352) 2012 TM127
- (688353) 2012 TL132
- (688354) 2012 TN132
- (688355) 2012 TD135
- (688356) 2012 TR136
- (688357) 2012 TW136
- (688358) 2012 TP140
- (688359) 2012 TO143
- (688360) 2012 TK156
- (688361) 2012 TF158
- (688362) 2012 TS160
- (688363) 2012 TT160
- (688364) 2012 TE162
- (688365) 2012 TN164
- (688366) 2012 TE165
- (688367) 2012 TD171
- (688368) 2012 TS171
- (688369) 2012 TK172
- (688370) 2012 TD183
- (688371) 2012 TF185
- (688372) 2012 TT187
- (688373) 2012 TK193
- (688374) 2012 TH194
- (688375) 2012 TP200
- (688376) 2012 TN203
- (688377) 2012 TM204
- (688378) 2012 TQ204
- (688379) 2012 TR204
- (688380) 2012 TF206
- (688381) 2012 TH213
- (688382) 2012 TJ215
- (688383) 2012 TH217
- (688384) 2012 TA218
- (688385) 2012 TR219
- (688386) 2012 TX219
- (688387) 2012 TT224
- (688388) 2012 TM226
- (688389) 2012 TU226
- (688390) 2012 TP228
- (688391) 2012 TF229
- (688392) 2012 TE231
- (688393) 2012 TM236
- (688394) 2012 TZ237
- (688395) 2012 TG238
- (688396) 2012 TC244
- (688397) 2012 TS244
- (688398) 2012 TJ245
- (688399) 2012 TD246
- (688400) 2012 TJ248
- (688401) 2012 TO250
- (688402) 2012 TS250
- (688403) 2012 TU253
- (688404) 2012 TW253
- (688405) 2012 TX254
- (688406) 2012 TU258
- (688407) 2012 TR260
- (688408) 2012 TK261
- (688409) 2012 TT261
- (688410) 2012 TB268
- (688411) 2012 TD271
- (688412) 2012 TV271
- (688413) 2012 TK272
- (688414) 2012 TS272
- (688415) 2012 TS278
- (688416) 2012 TF281
- (688417) 2012 TH287
- (688418) 2012 TM292
- (688419) 2012 TY293
- (688420) 2012 TX294
- (688421) 2012 TK297
- (688422) 2012 TD299
- (688423) 2012 TR302
- (688424) 2012 TH303
- (688425) 2012 TA306
- (688426) 2012 TX307
- (688427) 2012 TD311
- (688428) 2012 TN311
- (688429) 2012 TK315
- (688430) 2012 TP316
- (688431) 2012 TL317
- (688432) 2012 TB325
- (688433) 2012 TY326
- (688434) 2012 TL327
- (688435) 2012 TR327
- (688436) 2012 TD329
- (688437) 2012 TA331
- (688438) 2012 TC331
- (688439) 2012 TE331
- (688440) 2012 TE333
- (688441) 2012 TY333
- (688442) 2012 TB334
- (688443) 2012 TA336
- (688444) 2012 TS336
- (688445) 2012 TP337
- (688446) 2012 TT337
- (688447) 2012 TF338
- (688448) 2012 TR339
- (688449) 2012 TW344
- (688450) 2012 TX350
- (688451) 2012 TJ351
- (688452) 2012 TM352
- (688453) 2012 TV353
- (688454) 2012 TG355
- (688455) 2012 TX356
- (688456) 2012 TC357
- (688457) 2012 TO358
- (688458) 2012 TS358
- (688459) 2012 TR363
- (688460) 2012 TA367
- (688461) 2012 TQ373
- (688462) 2012 TV373
- (688463) 2012 TE375
- (688464) 2012 TL377
- (688465) 2012 TA378
- (688466) 2012 TO378
- (688467) 2012 TZ378
- (688468) 2012 TU379
- (688469) 2012 TA380
- (688470) 2012 TY380
- (688471) 2012 TB381
- (688472) 2012 TJ381
- (688473) 2012 TN381
- (688474) 2012 TW381
- (688475) 2012 TZ381
- (688476) 2012 TY382
- (688477) 2012 TR383
- (688478) 2012 TX384
- (688479) 2012 TL385
- (688480) 2012 TF386
- (688481) 2012 TJ387
- (688482) 2012 TQ387
- (688483) 2012 TK390
- (688484) 2012 TB394
- (688485) 2012 UC9
- (688486) 2012 UN11
- (688487) 2012 UO11
- (688488) 2012 UC13
- (688489) 2012 UN13
- (688490) 2012 UO15
- (688491) 2012 UH16
- (688492) 2012 UF17
- (688493) 2012 US19
- (688494) 2012 UY19
- (688495) 2012 UW20
- (688496) 2012 UJ22
- (688497) 2012 UO28
- (688498) 2012 UY29
- (688499) 2012 UZ29
- (688500) 2012 UD30
- (688501) 2012 UL33
- (688502) 2012 UN40
- (688503) 2012 UK42
- (688504) 2012 UH43
- (688505) 2012 US49
- (688506) 2012 UG50
- (688507) 2012 US51
- (688508) 2012 UT53
- (688509) 2012 UL56
- (688510) 2012 UZ57
- (688511) 2012 UA59
- (688512) 2012 UD62
- (688513) 2012 UD64
- (688514) 2012 UK64
- (688515) 2012 UK66
- (688516) 2012 UZ72
- (688517) 2012 UH73
- (688518) 2012 UQ74
- (688519) 2012 UA75
- (688520) 2012 UB78
- (688521) 2012 UT80
- (688522) 2012 UN81
- (688523) 2012 UE83
- (688524) 2012 UO84
- (688525) 2012 UJ99
- (688526) 2012 UE100
- (688527) 2012 UZ107
- (688528) 2012 UT110
- (688529) 2012 UG112
- (688530) 2012 UV113
- (688531) 2012 UX115
- (688532) 2012 UQ118
- (688533) 2012 US119
- (688534) 2012 UY121
- (688535) 2012 UN124
- (688536) 2012 UU126
- (688537) 2012 UE142
- (688538) 2012 UN143
- (688539) 2012 UT143
- (688540) 2012 UJ144
- (688541) 2012 UN149
- (688542) 2012 UW152
- (688543) 2012 US155
- (688544) 2012 UU156
- (688545) 2012 UY157
- (688546) 2012 UE158
- (688547) 2012 UQ159
- (688548) 2012 UC163
- (688549) 2012 UZ163
- (688550) 2012 UC166
- (688551) 2012 UP168
- (688552) 2012 UV172
- (688553) 2012 UH173
- (688554) 2012 UW174
- (688555) 2012 UH178
- (688556) 2012 UP179
- (688557) 2012 UU180
- (688558) 2012 UE181
- (688559) 2012 UW181
- (688560) 2012 UY181
- (688561) 2012 UJ182
- (688562) 2012 UM182
- (688563) 2012 UM183
- (688564) 2012 UV183
- (688565) 2012 UV184
- (688566) 2012 UG186
- (688567) 2012 UA187
- (688568) 2012 UD187
- (688569) 2012 UF188
- (688570) 2012 UU188
- (688571) 2012 UK189
- (688572) 2012 UO190
- (688573) 2012 UF201
- (688574) 2012 UK201
- (688575) 2012 UM205
- (688576) 2012 UZ206
- (688577) 2012 UO209
- (688578) 2012 UQ209
- (688579) 2012 UT210
- (688580) 2012 UH211
- (688581) 2012 UX212
- (688582) 2012 UO213
- (688583) 2012 UP214
- (688584) 2012 UR219
- (688585) 2012 UV219
- (688586) 2012 UH220
- (688587) 2012 UF221
- (688588) 2012 UB223
- (688589) 2012 UN223
- (688590) 2012 UL224
- (688591) 2012 UM226
- (688592) 2012 UH228
- (688593) 2012 UO228
- (688594) 2012 UD231
- (688595) 2012 UQ232
- (688596) 2012 US232
- (688597) 2012 UK234
- (688598) 2012 UB237
- (688599) 2012 UD237
- (688600) 2012 UN237
- (688601) 2012 UX237
- (688602) 2012 UB238
- (688603) 2012 UW238
- (688604) 2012 UY238
- (688605) 2012 UD240
- (688606) 2012 UM240
- (688607) 2012 UO240
- (688608) 2012 UT240
- (688609) 2012 UU240
- (688610) 2012 UF242
- (688611) 2012 UX242
- (688612) 2012 UW243
- (688613) 2012 UQ244
- (688614) 2012 UT244
- (688615) 2012 UZ253
- (688616) 2012 VF8
- (688617) 2012 VL11
- (688618) 2012 VY11
- (688619) 2012 VU13
- (688620) 2012 VT15
- (688621) 2012 VF18
- (688622) 2012 VP20
- (688623) 2012 VC21
- (688624) 2012 VV21
- (688625) 2012 VT28
- (688626) 2012 VA29
- (688627) 2012 VF29
- (688628) 2012 VD32
- (688629) 2012 VM41
- (688630) 2012 VX48
- (688631) 2012 VK50
- (688632) 2012 VU50
- (688633) 2012 VH52
- (688634) 2012 VW53
- (688635) 2012 VQ54
- (688636) 2012 VW55
- (688637) 2012 VG56
- (688638) 2012 VD57
- (688639) 2012 VR59
- (688640) 2012 VU61
- (688641) 2012 VO62
- (688642) 2012 VD66
- (688643) 2012 VR69
- (688644) 2012 VU69
- (688645) 2012 VG70
- (688646) 2012 VZ70
- (688647) 2012 VU71
- (688648) 2012 VL73
- (688649) 2012 VV73
- (688650) 2012 VY77
- (688651) 2012 VA78
- (688652) 2012 VG80
- (688653) 2012 VR81
- (688654) 2012 VF85
- (688655) 2012 VA86
- (688656) 2012 VW87
- (688657) 2012 VR89
- (688658) 2012 VK91
- (688659) 2012 VL91
- (688660) 2012 VT107
- (688661) 2012 VO108
- (688662) 2012 VR108
- (688663) 2012 VQ112
- (688664) 2012 VK116
- (688665) 2012 VM116
- (688666) 2012 VZ116
- (688667) 2012 VL117
- (688668) 2012 VM117
- (688669) 2012 VS117
- (688670) 2012 VE120
- (688671) 2012 VR121
- (688672) 2012 VY122
- (688673) 2012 VO124
- (688674) 2012 VS124
- (688675) 2012 VC126
- (688676) 2012 VZ127
- (688677) 2012 VA128
- (688678) 2012 VP128
- (688679) 2012 VS128
- (688680) 2012 VX128
- (688681) 2012 VK129
- (688682) 2012 VL130
- (688683) 2012 VM135
- (688684) 2012 VN135
- (688685) 2012 VV137
- (688686) 2012 VY137
- (688687) 2012 VA138
- (688688) 2012 VC138
- (688689) 2012 VH138
- (688690) 2012 VM138
- (688691) 2012 VO138
- (688692) 2012 VT139
- (688693) 2012 VW140
- (688694) 2012 VH141
- (688695) 2012 VM141
- (688696) 2012 VH143
- (688697) 2012 VF144
- (688698) 2012 WJ1
- (688699) 2012 WC7
- (688700) 2012 WZ9
- (688701) 2012 WC11
- (688702) 2012 WH17
- (688703) 2012 WS22
- (688704) 2012 WT27
- (688705) 2012 WM29
- (688706) 2012 WL35
- (688707) 2012 WY36
- (688708) 2012 WD37
- (688709) 2012 WR37
- (688710) 2012 WM40
- (688711) 2012 WM42
- (688712) 2012 WE43
- (688713) 2012 WA44
- (688714) 2012 WF44
- (688715) 2012 WJ44
- (688716) 2012 XF1
- (688717) 2012 XL2
- (688718) 2012 XK3
- (688719) 2012 XV4
- (688720) 2012 XF7
- (688721) 2012 XQ12
- (688722) 2012 XU14
- (688723) 2012 XG17
- (688724) 2012 XX19
- (688725) 2012 XQ21
- (688726) 2012 XJ22
- (688727) 2012 XQ22
- (688728) 2012 XZ23
- (688729) 2012 XO25
- (688730) 2012 XM27
- (688731) 2012 XH29
- (688732) 2012 XM30
- (688733) 2012 XV31
- (688734) 2012 XA32
- (688735) 2012 XG33
- (688736) 2012 XH33
- (688737) 2012 XO33
- (688738) 2012 XJ34
- (688739) 2012 XQ34
- (688740) 2012 XE36
- (688741) 2012 XS37
- (688742) 2012 XC39
- (688743) 2012 XF39
- (688744) 2012 XZ42
- (688745) 2012 XB44
- (688746) 2012 XK51
- (688747) 2012 XX53
- (688748) 2012 XG56
- (688749) 2012 XM59
- (688750) 2012 XU59
- (688751) 2012 XP60
- (688752) 2012 XB63
- (688753) 2012 XB66
- (688754) 2012 XO67
- (688755) 2012 XJ68
- (688756) 2012 XP68
- (688757) 2012 XY73
- (688758) 2012 XV74
- (688759) 2012 XS77
- (688760) 2012 XV77
- (688761) 2012 XV78
- (688762) 2012 XE87
- (688763) 2012 XG89
- (688764) 2012 XR89
- (688765) 2012 XS89
- (688766) 2012 XB90
- (688767) 2012 XC92
- (688768) 2012 XV97
- (688769) 2012 XW97
- (688770) 2012 XP100
- (688771) 2012 XY104
- (688772) 2012 XT106
- (688773) 2012 XV106
- (688774) 2012 XX109
- (688775) 2012 XH111
- (688776) 2012 XZ113
- (688777) 2012 XO114
- (688778) 2012 XN118
- (688779) 2012 XH122
- (688780) 2012 XD129
- (688781) 2012 XZ147
- (688782) 2012 XS148
- (688783) 2012 XK150
- (688784) 2012 XZ153
- (688785) 2012 XK154
- (688786) 2012 XA157
- (688787) 2012 XO158
- (688788) 2012 XR158
- (688789) 2012 XN159
- (688790) 2012 XK160
- (688791) 2012 XK161
- (688792) 2012 XG162
- (688793) 2012 XO168
- (688794) 2012 XS171
- (688795) 2012 XT171
- (688796) 2012 XT173
- (688797) 2012 XS175
- (688798) 2012 XQ177
- (688799) 2012 XC179
- (688800) 2012 XB181
- (688801) 2012 YC
- (688802) 2012 YX
- (688803) 2012 YX5
- (688804) 2012 YF10
- (688805) 2012 YJ10
- (688806) 2012 YQ11
- (688807) 2012 YD12
- (688808) 2012 YE15
- (688809) 2012 YD16
- (688810) 2012 YV16
- (688811) 2012 YM17
- (688812) 2012 YT17
- (688813) 2012 YM18
- (688814) 2012 YD19
- (688815) 2012 YS21
- (688816) 2012 YW21
- (688817) 2012 YD22
- (688818) 2012 YP22
- (688819) 2012 YE23
- (688820) 2012 YK25
- (688821) 2012 YG26
- (688822) 2013 AZ
- (688823) 2013 AA13
- (688824) 2013 AO13
- (688825) 2013 AS13
- (688826) 2013 AQ16
- (688827) 2013 AS17
- (688828) 2013 AC18
- (688829) 2013 AY24
- (688830) 2013 AJ25
- (688831) 2013 AX28
- (688832) 2013 AP30
- (688833) 2013 AQ32
- (688834) 2013 AT33
- (688835) 2013 AD43
- (688836) 2013 AG44
- (688837) 2013 AV46
- (688838) 2013 AQ47
- (688839) 2013 AX55
- (688840) 2013 AP59
- (688841) 2013 AV60
- (688842) 2013 AB63
- (688843) 2013 AM63
- (688844) 2013 AS64
- (688845) 2013 AC65
- (688846) 2013 AD65
- (688847) 2013 AQ65
- (688848) 2013 AL77
- (688849) 2013 AO77
- (688850) 2013 AW78
- (688851) 2013 AF81
- (688852) 2013 AR85
- (688853) 2013 AG88
- (688854) 2013 AO89
- (688855) 2013 AB97
- (688856) 2013 AN98
- (688857) 2013 AE106
- (688858) 2013 AS106
- (688859) 2013 AO107
- (688860) 2013 AV112
- (688861) 2013 AL113
- (688862) 2013 AA118
- (688863) 2013 AQ123
- (688864) 2013 AH128
- (688865) 2013 AG135
- (688866) 2013 AW135
- (688867) 2013 AE138
- (688868) 2013 AU148
- (688869) 2013 AC151
- (688870) 2013 AQ152
- (688871) 2013 AU154
- (688872) 2013 AV156
- (688873) 2013 AF160
- (688874) 2013 AZ160
- (688875) 2013 AK164
- (688876) 2013 AM164
- (688877) 2013 AL168
- (688878) 2013 AU168
- (688879) 2013 AA171
- (688880) 2013 AE171
- (688881) 2013 AL171
- (688882) 2013 AO173
- (688883) 2013 AB175
- (688884) 2013 AZ175
- (688885) 2013 AY179
- (688886) 2013 AF180
- (688887) 2013 AA183
- (688888) 2013 AS183
- (688889) 2013 AA186
- (688890) 2013 AO187
- (688891) 2013 AN188
- (688892) 2013 AU189
- (688893) 2013 AJ190
- (688894) 2013 AM190
- (688895) 2013 AM195
- (688896) 2013 AC197
- (688897) 2013 AG197
- (688898) 2013 AC198
- (688899) 2013 AS201
- (688900) 2013 AW203
- (688901) 2013 AB205
- (688902) 2013 AU205
- (688903) 2013 AO206
- (688904) 2013 AP207
- (688905) 2013 AR209
- (688906) 2013 AJ210
- (688907) 2013 AU211
- (688908) 2013 BD1
- (688909) 2013 BU4
- (688910) 2013 BL5
- (688911) 2013 BK6
- (688912) 2013 BZ6
- (688913) 2013 BD9
- (688914) 2013 BA10
- (688915) 2013 BN11
- (688916) 2013 BX11
- (688917) 2013 BH13
- (688918) 2013 BP13
- (688919) 2013 BD15
- (688920) 2013 BE17
- (688921) 2013 BB18
- (688922) 2013 BE21
- (688923) 2013 BH23
- (688924) 2013 BV23
- (688925) 2013 BF26
- (688926) 2013 BU26
- (688927) 2013 BR29
- (688928) 2013 BC32
- (688929) 2013 BX32
- (688930) 2013 BN34
- (688931) 2013 BG35
- (688932) 2013 BB38
- (688933) 2013 BZ38
- (688934) 2013 BL39
- (688935) 2013 BT42
- (688936) 2013 BF44
- (688937) 2013 BJ46
- (688938) 2013 BN49
- (688939) 2013 BF51
- (688940) 2013 BG51
- (688941) 2013 BK51
- (688942) 2013 BN51
- (688943) 2013 BE52
- (688944) 2013 BH52
- (688945) 2013 BU52
- (688946) 2013 BV53
- (688947) 2013 BD54
- (688948) 2013 BC55
- (688949) 2013 BX55
- (688950) 2013 BO56
- (688951) 2013 BG57
- (688952) 2013 BH57
- (688953) 2013 BU60
- (688954) 2013 BA62
- (688955) 2013 BX64
- (688956) 2013 BH65
- (688957) 2013 BT65
- (688958) 2013 BT68
- (688959) 2013 BJ72
- (688960) 2013 BV81
- (688961) 2013 BE84
- (688962) 2013 BL84
- (688963) 2013 BR84
- (688964) 2013 BT84
- (688965) 2013 BX85
- (688966) 2013 BP86
- (688967) 2013 BW86
- (688968) 2013 BA87
- (688969) 2013 BD89
- (688970) 2013 BA90
- (688971) 2013 BM90
- (688972) 2013 BN91
- (688973) 2013 BV91
- (688974) 2013 BJ92
- (688975) 2013 BL92
- (688976) 2013 BC96
- (688977) 2013 BZ99
- (688978) 2013 BE100
- (688979) 2013 BK100
- (688980) 2013 BL100
- (688981) 2013 BM100
- (688982) 2013 BY100
- (688983) 2013 BL101
- (688984) 2013 BN101
- (688985) 2013 BS101
- (688986) 2013 BB102
- (688987) 2013 BD102
- (688988) 2013 BS102
- (688989) 2013 BT102
- (688990) 2013 BU106
- (688991) 2013 BR107
- (688992) 2013 CV2
- (688993) 2013 CB3
- (688994) 2013 CF4
- (688995) 2013 CC5
- (688996) 2013 CD7
- (688997) 2013 CR8
- (688998) 2013 CE11
- (688999) 2013 CJ14
- (689000) 2013 CU19